# Rejon Bərdə
Rejon Bərdə (azer. Bərdə rayonu) – rejon w centralnym Azerbejdżanie.